# إيلودي فونتان
إيلودي فونتان (بالفرنسية: Élodie Fontan) (مواليد 9 يوليو1987 في بوندي، فرنسا) هي ممثلة فرنسية ظهرت في أكثر من خمسة عشر إنتاجًا تلفزيونيًا وسينمائيًا منذ عام 1996.

## روابط خارجية
- إيلودي فونتان على موقع IMDb (الإنجليزية)
- إيلودي فونتان على موقع روتن توميتوز (الإنجليزية)
- إيلودي فونتان على موقع قاعدة بيانات الأفلام العربية
- إيلودي فونتان على موقع ألو سيني (الفرنسية)
- إيلودي فونتان على موقع ميوزك برينز (الإنجليزية)
- إيلودي فونتان على موقع أول موفي (الإنجليزية)
- إيلودي فونتان على موقع ديسكوغز (الإنجليزية)
- إيلودي فونتان على موقع قاعدة بيانات الفيلم (الإنجليزية)
- إيلودي فونتان على موقع ليتربوكسد (الإنجليزية)
- إيلودي فونتان على موقع كينوبويسك (الروسية)